# خانه حسن خان اردلان
خانه حسن خان اردلان مربوط به دوره زند است و در شهرستان تویسرکان، روستای اشتران، خانه حسن طیبی واقع شده و این اثر در تاریخ ۱ اردیبهشت ۱۳۸۸ با شمارهٔ ثبت ۲۶۵۹۱ به‌عنوان یکی از آثار ملی ایران به ثبت رسیده است. خاندان اردلان تویسرکان ازنسل خان احمدخان اردلان حاکم کردستان می‌باشند.